# Agostino Zhao Rong
Agostino Zhao Rong (Wuchuan, 1746 – Chengdu, 21 marzo 1815) è stato un presbitero cinese.
Proclamato santo da papa Giovanni Paolo II nel 2000, è il più famoso dei 120 martiri cinesi.
Militare di carriera, abbandonò l'esercito imperiale dopo la sua conversione al Cristianesimo: divenuto sacerdote, venne arrestato e messo a morte insieme a numerosi suoi correligionari.
La sua memoria liturgica è il 9 luglio.